# Battaglia di Guam (1941)
La battaglia di Guam è avvenuta tra l'8 e il 10 dicembre 1941 sull'isola omonima appartenente alle isole Marianne, tra la modesta guarnigione di marine statunitensi, guidata dal governatore capitano di vascello George McMillin e appoggiata da una milizia di locali Chamorro, e la forza d'invasione giapponese dipendente dalla 4ª Flotta della Marina imperiale, forte di oltre 5 000 uomini e al comando del maggior generale Tomitarō Horii. Dopo due giorni di bombardamenti aerei, nelle ore iniziali del 10 dicembre i giapponesi sbarcarono numerosi sull'isola, il cui ampio profilo costiero non era assolutamente presidiato in maniera adeguata; dopo alcuni combattimenti attorno alla capitale amministrativa Agana, gli attaccanti ebbero ragione degli statunitensi e la mattina presto il capitano McMillin decise di cedere le armi.
I giapponesi rinominarono Guam Omiyajima, deportarono sul continente tutti i prigionieri e riservarono un duro trattamento ai Chamorro, raccolti in campi di concentramento, sfruttati per lavori di fatica e spogliati di ogni proprietà. In centinaia morirono per le privazioni, le violenze e le esecuzioni.

## Situazione strategica
Dal XVI secolo parte dell'impero coloniale spagnolo, Guam fu ceduta agli Stati Uniti d'America nel 1898 alla fine della breve guerra ispano-americana, mentre il resto delle isole Marianne fu venduto all'Impero tedesco l'anno successivo. Fu posta sotto l'amministrazione della Marina statunitense con un decreto presidenziale del 23 dicembre 1898, la quale affidò da allora l'isola a un ufficiale – solitamente un capitano di vascello – che aveva la doppia funzione di comandante della guarnigione marine e di governatore civile: egli, servito da uno stato maggiore nel quale furono ammessi anche alcuni indigeni, era la suprema autorità sull'isola e rispondeva direttamente al Segretario alla marina. Nei piani statunitensi Guam doveva divenire una stazione intermedia di rifornimento di carbone per le navi in rotta dalla costa occidentale americana alle appena acquisite Filippine; dunque iniziarono una serie di lavori, compresa l'installazione di sei cannoni costieri da 178 mm. Durante la prima guerra mondiale l'Impero giapponese, membro della Triplice intesa e alleato di Francia e Regno Unito, iniziò le ostilità contro gli Imperi centrali il 23 agosto 1914 ed entro la fine dell'anno aveva occupato le colonie tedesche delle isole Caroline, Marshall, Palau e Marianne: alla fine del conflitto la pace di Versailles riconobbe al Giappone un mandato di classe C sulle isole, continuando a mantenere Guam come exclave statunitense. La lontananza dal suolo nazionale, la remota possibilità di un conflitto contro il Giappone e la stipula del trattato navale di Washington nel febbraio 1922 (che tra le sue clausole prevedeva anche la drastica riduzione di fortificazioni nel Pacifico) fecero sì che Guam rimanesse ai margini degli interessi statunitensi; anche i piani editi dal capo di stato maggiore della marina per farne una ben difesa posizione furono rapidamente messi da parte per i costi previsti e l'entrata in vigore del trattato, per il quale furono smantellati i pezzi costieri entro il 1930. Alla data le infrastrutture erano essenziali: reparti da costruzione avevano edificato un piccolo arsenale presso il villaggio di Piti con riserve di benzina e gasolio; sulla longilinea isola Cabras, subito a nord della poco profonda rada di Apra Harbor (costa occidentale), erano stati costruiti una strada rialzata, un molo lungo 730 metri nell'area sud-ovest, un frangiflutti e diverse banchine.
Nel corso degli anni venti e trenta, invece, l'Impero giapponese dedicò sempre più energie e risorse allo sfruttamento delle isole del mandato C. Nel 1935-1936 abbandonò il trattato di Washington e conseguentemente iniziò a sviluppare nella regione basi militari di rilievo, impedendo le previste ispezioni della Società delle Nazioni. A dispetto di questi primi eloquenti preavvisi, gli Stati Uniti fecero poco per migliorare la situazione di Guam; ancora gravati dagli effetti della Grande depressione, tagliarono i fondi già modesti delle forze armate e dunque la Marina ebbe a malapena i mezzi per attrezzare la rada d'oltreoceano di Pearl Harbor. Soltanto presso il Corpo dei Marine, sin dal 1921, era stato pubblicato un piano relativo a una possibile guerra nel Pacifico e al ruolo di Guam: dal 1936, inoltre, la scuola ufficiali di Quantico prevedeva un "Guam Problem" che simulava la cattura o la difesa dell'isola. Essa, comunque, rimase una base navale minore e le richieste di irrobustirne guarnigione e armi furono rifiutate nel 1938 sia dal Congresso, sia dallo stesso Segretario alla Marina. Nel 1939 fu presentato al Congresso il rapporto Hepburn, che evidenziò la possibilità e necessità di trasformare Guam in un'importante base navale, ma non fu preso nessun provvedimento in tal senso. Eppure l'importanza strategica era aumentata a causa dell'installazione ad Agana (capitale amministrativa che sorge sull'omonima baia) di una potente stazione radio e dall'integrazione dell'isola sulla rotta San Francisco-Manila-Hong Kong percorsa dai clipper della Pan American (1936). Infine sempre a Guam faceva capo la stazione centrale del cavo sottomarino transpacifico e nella seconda metà del 1941 erano stati individuati alcuni siti capaci di accogliere aeroporti militari.

## Terreno

Carta topografica muta di Guam

Guam è la più meridionale delle Marianne, ha una superficie di 583 km² (superiore a tutte le altre isole messe insieme), si estende per 48,27 chilometri in lunghezza e tra i 6,40 e i 13,70 in larghezza. Si può suddividere in due grandi zone, unite dalla lingua di terra compresa tra Agana e la baia Pago, sulla costa orientale: la metà settentrionale è un vasto altopiano di calcare e pietrisco ricoperto da un manto di alberi e da un intrico di vegetazione pluviale; la porzione meridionale è invece più montuosa, ma irrorata da corti torrenti che rendono fertili le strette vallate in cui corrono. Le alture sono numerose, moderate in altezza e ammantate di erbe e arbusti: sulla punta nord dell'isola sorge il monte Machanao di 176 metri, mentre più a sud-est si trovano i monti Santa Rosa (256 metri), Mataguac (circa 188 metri) e infine il monte Barrigada a sud, alto 195 metri. La parte sud di Guam è decisamente più accidentata, poiché è innervata lungo la costa occidentale da un complesso geologico a ridosso delle spiagge che contiene, inoltre, le colline più elevate; la più alta è il cosiddetto monte Lamlam di 406 metri, che si erge subito a est di punta Facpi. Il profilo costiero è piuttosto mosso e lungo la costa occidentale presenta diverse lingue di terra (punta Facpi, punta Bangi, punta Agan, punta Adelup) e a metà la penisola di Orote, che forma la rada di Apra con una rientranza litoranea: subito a nord l'isola Cabras, una striscia corallina lunga circa 1 800 metri, protegge in parte lo specchio d'acqua. Più a nord-est si aprono due baie non protette, Agana e Tumon. Praticamente l'intera isola è contornata da una catena di scogliere coralline, larghe da 23 a 64 metri. Il clima è umido e le temperature raramente superano i 30,5 °C; tra luglio e dicembre le piogge sono pressoché continue e rendono la rete di sentieri e piste difficilmente percorribile. Solo i 160 chilometri di strada battuta (pietre triturate e ghiaia) allora stesi rimanevano in parte operabili. La principale via di comunicazione si snodava lungo la costa occidentale da Agat, dove era stato costruito un deposito di acqua potabile, sino alla capitale amministrativa Agana: qui si divideva in due strade parallele che finivano contro il monte Machanao. Essa era però interrotta tra Agat e Umatac più a sud.
Guam possiede una popolazione autoctona, i Chamorro, che nei secoli passati si erano mescolati con i coloni spagnoli e con gli schiavi filippini. Al 1940 ammontavano a 21 502 persone, delle quali quasi la metà viveva in Agana e ulteriori 3 800 nei villaggi satellite della cittadina. Cinque miglia a sud-ovest della capitale si trovava il villaggio di Piti con 1 175 abitanti e un poco più vicino quello di Asan (656); infine un altro insediamento era Sumay, con quasi 2 000 abitanti e posto sulla costa nord-orientale della penisola di Orote: accoglieva le sedi della Pacific Cable Company e della Pan American. Appena fuori l'agglomerato erano stati costruiti i baraccamenti e il poligono di tiro per la guarnigione. Il resto dei Chamorros viveva in sei villaggi sparsi (i più estesi Agat e Merizo), in piccoli centri rurali che i colonizzatori avevano dotato di scuole e chiese o in fattorie. Le principali attività erano l'agricoltura e l'allevamento di bestiame condotti con metodi tradizionali, seguiti dalla produzione di olio di cocco e infine da scarse attività manifatturiere introdotte dagli statunitensi. Gli Stati Uniti non diedero la cittadinanza ai Chamorros, ma in generale furono rispettosi degli usi locali, aprirono scuole per insegnare loro la lingua inglese e ne integrarono diversi nella macchina amministrativa.

## Forze e piani contrapposti

### Impero giapponese

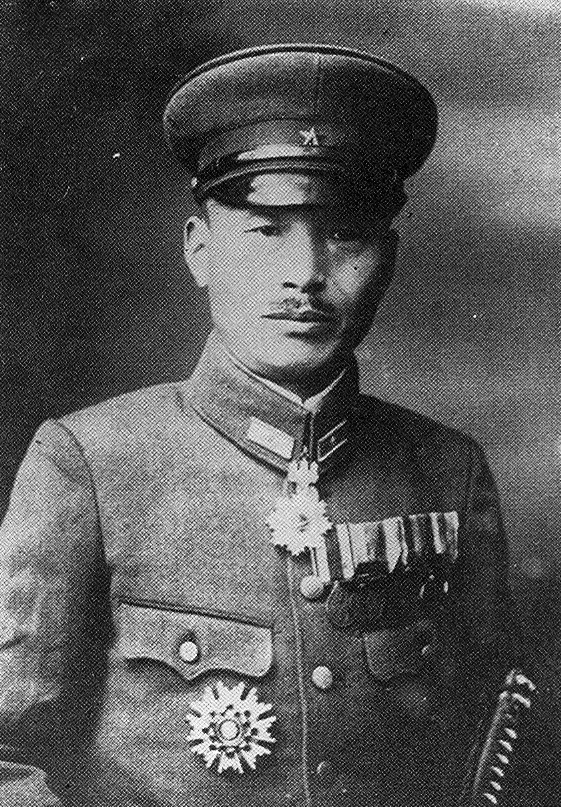
Il maggior generale Tomitarō Horii

L'Impero giapponese aveva messo allo studio l'attacco a Guam e alle modeste forze lì dislocate ancor prima di pianificare l'attacco di Pearl Harbor. L'isola fu oggetto di discrete ricognizioni sin dalla metà dell'ottobre 1941, condotte dagli idrovolanti della 18ª Unità aerea con base nelle Marianne che, dalla quota di oltre 3 000 metri, scattarono anche diverse fotografie. Al contempo piccoli vascelli giapponesi eseguirono pattugliamenti accurati delle acque attorno a Guam (per lo più di notte) e proprio all'inizio di dicembre furono capaci di sbarcare alcuni indigeni fedeli alla causa nipponica. L'8 novembre, intanto, il maggior generale Tomitarō Horii fu incaricato di portare a termine l'occupazione di Guam; egli ebbe ordine di recarsi nelle isole Ogasawara e lì organizzare il Distaccamento dei Mari del sud, forte di 5 500 soldati e di 400 effettivi circa distaccati dalla 5ª Forza di difesa, dipendente dalle forze terrestri della Marina imperiale giapponese e allora di stanza a Saipan. Il piano prevedeva di bombardare Guam con la 18ª Unità aerea, opportunamente rafforzata, non appena fosse stato annunciato l'inizio delle ostilità contro gli Stati Uniti: Horii sarebbe partito dall'arcipelago e, unitosi in mare alle truppe di marina, avrebbe condotto lo sbarco nelle prime ore della notte del 10 dicembre. Circa la consistenza del corpo di spedizione giapponese esistono piccole differenze: lo storico francese Millot parla di 5 400 uomini (senza specificarne l'appartenenza) e una seconda fonte riporta che il Distaccamento era formato da 4 886 soldati dell'esercito e 370 uomini della 5ª Forza da sbarco "Maizuru", per complessive 5 256 truppe. Al Distaccamento furono assegnati nove trasporti truppe di proprietà dell'esercito.
Il generale Horii rispondeva agli ordini superiori del viceammiraglio Shigeyoshi Inoue, comandante della 4ª Flotta responsabile per tutte le isole sotto mandato nipponico e che con sue unità formava la scorta al gruppo d'invasione: essa includeva gli incrociatori pesanti della 6ª Divisione del contrammiraglio Aritomo Gotō (Aoba, Kinugasa, Furutaka, Kako), i cacciatorpediniere Kikuzuki, Yuzuki, Uzuki, Oboro e il posamine Tsugaru. Gotō ebbe il comando di questa forza navale.

### Stati Uniti

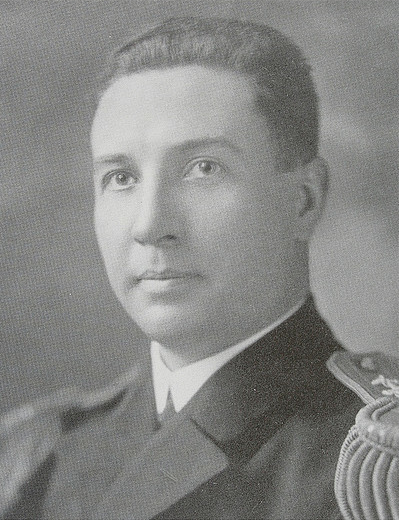
Il capitano di vascello George McMillin

Gli Stati Uniti mantenevano su Guam una simbolica guarnigione sin dal 1898 e alla vigilia dell'attacco giapponese gli effettivi erano limitati; tuttavia tra le fonti si notano leggere discrepanze: una parla di 153 marines, 271 uomini della marina e 308 indigeni Chamorro, organizzati in una milizia insulare; lo storico Millot riporta invece la presenza di 430 marines e 180 locali. L'opera redatta nel dopoguerra dal maggiore dei marine Lodge indica con maggiore precisione sei ufficiali, un warrant officer e 145 soldati del Corpo marine; trenta ufficiali, sei warrant officer, 230 marinai e cinque infermiere appartenenti alla US Navy (totale 271); 246 Chamorro della milizia, costituita all'inizio del 1941. Lo storico Paul Dull parla di "meno di 500 soldati" e di 246 nativi. La guarnigione non disponeva di mezzi motorizzati o corazzati; dal 1931 non era più disponibile alcun pezzo d'artiglieria e alla data la marina aveva ritirato anche l'unità aerea assegnata a Guam sin dal 1921, che contava dieci idrovolanti e dieci piloti. L'armamento era ridotto alle dotazioni da fanteria: pistole, fucili e alcune obsolete mitragliatrici Browning M1917 da 7,62 mm, più pochi mitra Thompson M1928 A1 in calibro .45 ACP. Nella rada di Apra Harbor erano ormeggiate due navi pattuglia, il dragamine USS Penguin risalente all'immediato primo dopoguerra e la vecchia petroliera Robert L. Barnes; su queste ultime due unità si trovavano le uniche armi pesanti a disposizione della guarnigione, rispettivamente due pezzi contraerei da 76 mm e due mitragliatrici Browning M2 da 12,7 mm.
Il governatore e comandante in capo di Guam nel 1941 era il capitano di vascello George McMillin. Egli completò il 17 ottobre 1941 lo sgombero del personale amministrativo come richiesto da Washington e, dopo il primo attacco aereo giapponese, organizzò le sue magre forze: concentrò un'ottantina di miliziani ad Agana per difendere il palazzo del governatore e dispose quasi tutti i marine (125 uomini) nei baraccamenti di Sumay agli ordini del tenente colonnello William K. MacNulty. I marine rimanenti, i 266 militari della marina e il resto della milizia Chamorro furono sparsi per tutta l'isola, in un vano tentativo di presidiare l'intero territorio e con l'ordine di fare il possibile per prepararsi a respingere l'assalto giapponese.

## Svolgimento della battaglia

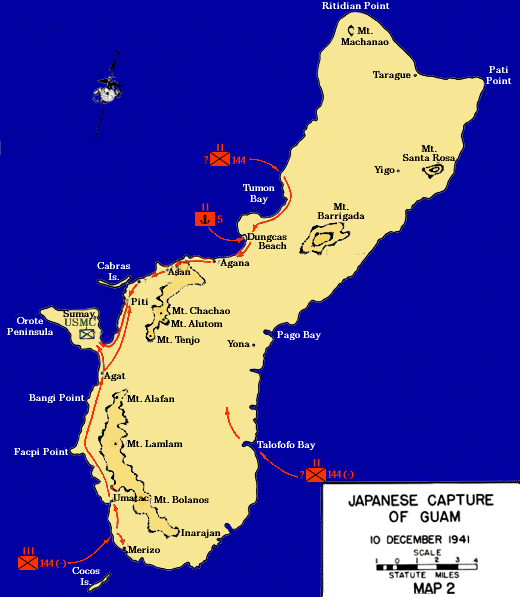
La carta mostra le operazioni anfibie del Distaccamento dei Mari del Sud (di cui sono indicate le due componenti principali) avvenute il 10 dicembre 1941

Alle 09:00 del 4 dicembre 1941 il convoglio d'invasione e la scorta salparono da Haha-jima e misero la prua sull'isola di Rota, a nord di Guam, dove si incontrarono con il piccolo gruppo navale avente a bordo il reparto della fanteria di marina. Il 6 dicembre, intanto, il governatore McMillin, reso edotto dello stato di altissima tensione tra Tokyo e Washington, fece distruggere tutto il materiale classificato e rimase in attesa degli eventi: alle 05:45 dell'8 dicembre la stazione radio di Agana ricevette un messaggio dall'ammiraglio Husband Kimmel, comandante in capo della United States Pacific Fleet, nel quale annunciava l'attacco a Pearl Harbor e l'inizio delle ostilità con l'Impero nipponico. Poco prima, alle 05:25, la 18ª Unità aerea era stata informata del pari dello scoppio della guerra ed ebbe l'ordine di attaccare immediatamente Guam. Una ventina di velivoli decollarono in fretta e verso le 08:30 arrivarono su Guam, iniziando l'attacco: il primo bersaglio fu la petroliera Robert L. Barnes, ferma nella rada di Apra, che fu danneggiata da diverse bombe esplose in acqua e abbandonata dall'equipaggio; quindi gli aerei si accanirono sul Penguin, che aveva mollato gli ormeggi e si era portato in mare aperto a ovest di Apra, per avere più spazio di manovra. La nave oppose una strenua resistenza e riuscì ad abbattere un bombardiere ma, poco dopo, un grappolo di ordigni scoppiò sui due lati del dragamine: le onde d'urto causarono danni pesanti, le schegge uccisero un marinaio e ferirono altri sessanta componenti dell'equipaggio. Il comandante, tenente di vascello James W. Haviland III, decise allora di autoaffondare il Penguin, che sprofondò a poco meno di 3 chilometri dalla costa: l'equipaggio raggiunse sulle scialuppe la terraferma. Gli apparecchi nipponici sganciarono quindi le ultime bombe sulla riva e presero la via del ritorno; a Saipan fecero il pieno di carburante, furono riarmati e ripartirono per Guam, iniziando un secondo bombardamento alle 13:30 che si concentrò in particolare sulla petroliera, sulla stazione radio e sul quartier generale della Pacific Cable Company. Coppie di aeroplani o singoli velivoli, comunque, mitragliarono villaggi, strade e le installazioni della marina a Piti e Agana. A sera ebbero fine anche i voli sporadici e il capitano McMillin organizzò la difesa; fece poi evacuare Agana eccettuato l'ospedale in periferia, dove furono sistemati i feriti, e ordinò di radunare e imprigionare i residenti giapponesi sull'isola, che allora ammontavano a trentanove adulti e 211 bambini nippo-chamorro. I danni erano estesi, numerosi edifici erano stati distrutti o ridotti in rovina; le caserme a Sumay e i depositi di Piti avevano subito distruzioni importanti così come le vie di comunicazione.

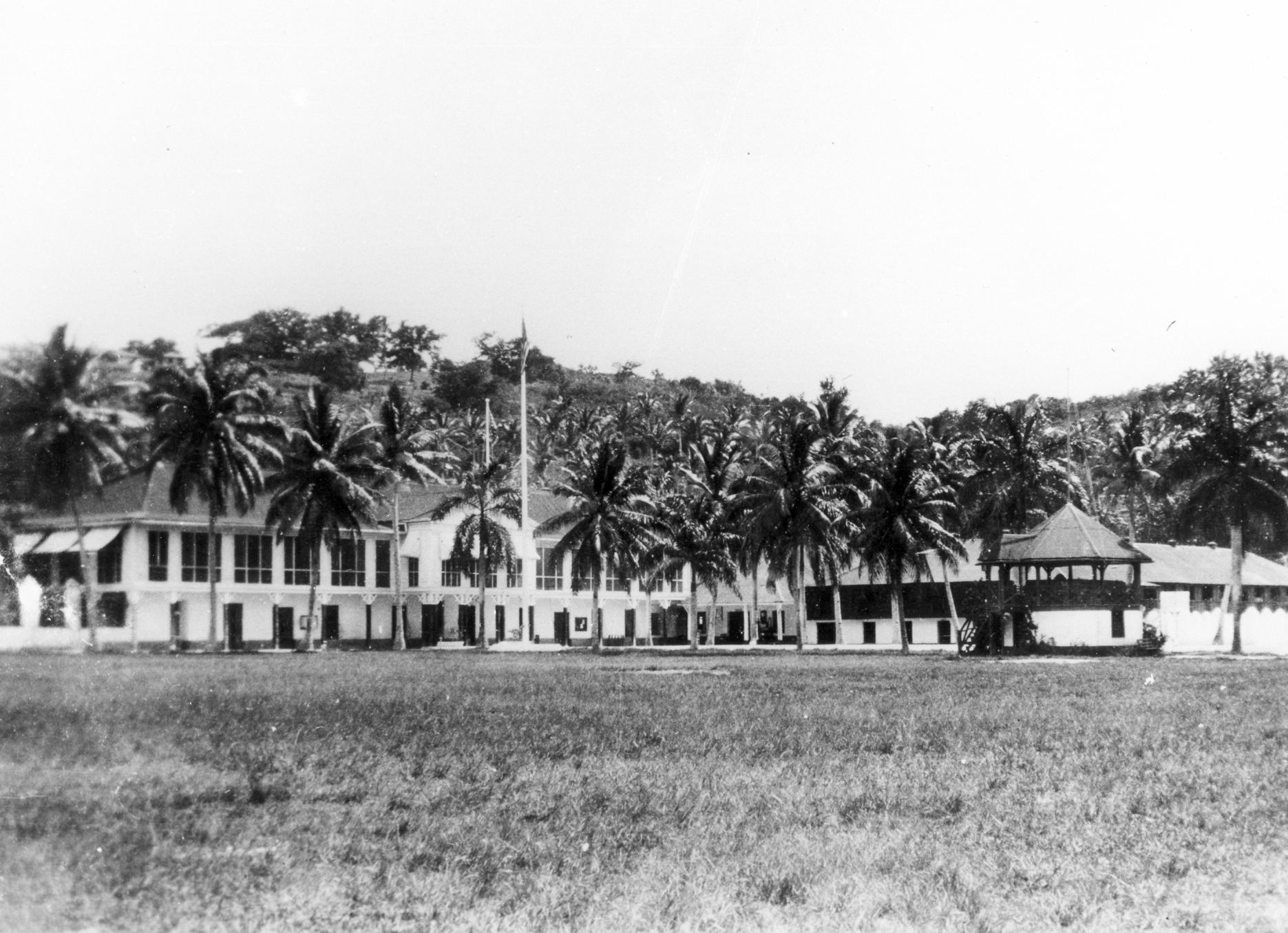
Il palazzo del governatore ad Agana

Il mattino del 9 dicembre la 18ª Unità aerea rinnovò le incursioni su Guam. Due bombe scoppiarono tra le già devastate caserme a Sumay e vari altri ordigni piovvero sulle installazioni della marina attorno ad Apra Harbor. Gli aviatori giapponesi riferirono, ormai con certezza, che non erano presenti piazzole d'artiglieria o postazioni difensive d'altro genere, né ostacoli o mine in nessuna delle baie; fu individuato solamente un nido di mitragliatrice tra le case a nord di Agana. Queste informazioni furono ritrasmesse alla forza d'invasione assemblata a Rota, che partì alla volta dell'isola in due gruppi separati: le truppe dell'esercito dovevano sbarcare a sud della penisola di Orote, tra i villaggi di Merizo e Umatac, il resto degli uomini a nord-est di Agana, presso la baia Dungcas. Non è chiaro quando le operazioni anfibie ebbero effettivamente inizio e si parla sia delle 02:30, sia delle 04:00, quando i difensori osservarono diversi razzi illuminanti sparati dalle navi giapponesi al largo di Dungcas. I soldati dell'esercito approdarono senza incontrare alcuna resistenza a sud di Umatac, ma la prevista marcia su Agat non poté avvenire perché fu scoperto con disappunto che non vi erano tracciati adeguati; le truppe furono dunque reimbarcate ed eseguirono un secondo sbarco a punta Facpi, che però si rivelò superfluo. Infatti gli effettivi della 5ª Forza di difesa avevano messo piede a terra a Dungcas e subito erano avanzati su Agana, poco più di 3 chilometri a sud-ovest; la fanteria di marina, bene addestrata e determinata, assaltò ed espugnò il nido di mitragliatrice segnalato dagli aerei e quindi impegnò un duro combattimento contro i circa 80 miliziani Chamorro nella cittadina, appoggiati da qualche militare statunitense: quasi tutti i marine rimasero a Sumay. I giapponesi furono respinti due volte ma, al terzo attacco, la difesa venne meno e l'ospedale, la stazione radio distrutta e l'arsenale di Piti furono rapidamente occupati. A questo punto il capitano McMillin comprese che ogni ulteriore resistenza era vana e, presentatosi alle linee nipponiche, iniziò alle 05:45 le trattative; poco dopo le 06:00 capitolò ufficialmente e si impegnò per spargere la notizia della resa.

## Perdite, bilancio e conseguenze
La breve battaglia era costata quattro morti e ventidue feriti alla milizia locale, cinque morti e tredici feriti alla guarnigione marine, otto morti per la marina (più il singolo decesso e i sessanta feriti del Penguin); nel complesso gli Stati Uniti contarono diciotto morti e novantacinque feriti. Gli attaccanti ebbero un morto e sei feriti nelle file della 5ª Forza. Inoltre il soldato di prima classe Kaufmann, per motivi rimasti ignoti, fu giustiziato subito dopo la fine degli scontri. L'unico statunitense che sfuggì alla cattura fu il marinaio George R. Tweed, che riuscì a rimanere nascosto grazie all'aiuto dei Chamorro. Le forze nipponiche fecero prigionieri tutti i restanti militari e civili statunitensi, che il 10 gennaio 1942 furono evacuati via nave verso i campi di detenzione in Giappone, e si impadronirono della Robert L. Barnes: sebbene crivellata da proiettili e schegge e in parte allagata, fu completamente riparata e servì nella marina mercantile nipponica sotto il nome Hasu Maru, sopravvivendo alla guerra. Sempre alla metà del gennaio 1942 il Distaccamento dei Mari del sud lasciò Guam, sulla quale rimase di presidio il reparto di fanteria di marina: esso fu ridotto a 150 effettivi e rinominato 54ª Unità navale di guardia. Nel settembre 1942 crebbe a 305 uomini e altri 425 giunsero al principio del 1944. Nel frattempo, durante il giugno 1942, era avvenuto uno scambio di prigionieri: le cinque infermiere e una sesta donna (incinta alla fine del 1941, rimasta su Guam e divenuta madre durante la detenzione) furono messe sulla nave passeggeri Asama Maru e riconsegnate.
Inizialmente l'occupazione fu portata avanti dai giapponesi con l'intento di accattivarsi il sostegno dei Chamorro. Sin da subito, però, i rapporti furono improntati a certa freddezza a causa della ridenominazione di Guam come Omiyajima ("Isola del grande tempio") e di Agana come Akashi ("Pietra rossa/splendente"), uno smacco per l'orgoglio indigeno. Successivamente i militari imposero l'insegnamento della lingua giapponese nelle scuole e organizzarono sia il razionamento del cibo, sia un duro apparato repressivo che puniva un'intera famiglia o comunità per le infrazioni commesse da un singolo individuo. Verso la fine del 1943 il regime si fece più brutale e uomini, donne e bambini furono cooptati come forza lavoro per il completamento di tre aeroporti militari: la marina imperiale tentava di recuperare il tempo perduto nello sviluppare Guam come base, dacché le sorti del conflitto si erano capovolte e il fronte si avvicinava alle Marianne da sud e da est. Nei primi mesi del 1944, perciò, iniziarono ad affluire unità dell'esercito imperiale, che presero in mano il governo dell'isola; scuole e chiese furono chiuse e, per nutrire la guarnigione in crescita continua (nonostante l'efficace contrasto delle squadre di sommergibili statunitensi), il comandante tenente generale Takeshi Takashima fece requisire tutte le scorte alimentari. Al contempo fece radunare i Chamorro in campi di concentramento con razioni, cure mediche e condizioni igieniche del tutto inadeguate; i malati non ebbero cibo, in quanto non produttivi, e lo sfruttamento nei febbrili lavori di fortificazione fu incrementato: i morti furono centinaia. Diversi locali furono altresì giustiziati per aver mostrato fedeltà agli Stati Uniti. Nella macchina repressiva instaurata a Guam si distinse Samuel Shinohara, nato in Giappone e residente dagli anni trenta nelle isole del mandato, che si rivelò uno stretto collaboratore degli occupanti; aiutò i soldati imperiali nelle confische, promosse un'associazione filogiapponese e commise due stupri.
Guam fu infine riconquistata dagli Stati Uniti nel luglio-agosto 1944 dopo una feroce battaglia tra la guarnigione, arrivata a circa 18 500 uomini (due terzi appartenenti all'esercito), e il III Amphibious Corps forte di oltre 54 000 effettivi, quasi la metà marine. Divenne in seguito una base fondamentale nella susseguente campagna di bombardamenti strategici sulle isole metropolitane nipponiche.